# Электронный лабиринт: THX 1138 4EB
Электронный лабиринт: THX 1138 4EB (англ. Electronic Labyrinth THX 1138 4EB) — студенческий короткометражный фильм режиссёра и сценариста Джорджа Лукаса, снятый им в 1967 году, когда он учился на аспирантуре Университета Южной Калифорнии на факультете кино. Впоследствии Лукас создал на основе этой короткометражки свой дебютный полнометражный фильм THX 1138.